# Народна библиотека „Иво Андрић“ у Челинцу
Народна библиотека „Иво Андрић“ у Челинцу представља културну установу са дугодишњом традицијом на простору општине Челинац као значајн фактор у култури и образовању на овим просторима од свог оснивања па до данас. Библиотека се налази у улици војводе Мишића бр. 19.

## Историјат
Народна библиотека „Иво Андрић“ основана је 1975. године, чиме је Челинац као посљедња општина у БиХ добио библиотеку, и то захваљујући прије свега новинару и културном ентузијасти Алекси Аци Неиману, Дрварчанину, и књижевнику Младену Ољачи, тадашњем министру културе. Ово је прва установа на простору некадашње СФРЈ која је понијела име нашег нобеловца и великана писане ријечи.
Народна библиотека „Иво Андрић“ у Челинцу данас је смјештена у просторијама Средње школе у Челинцу.
У управном и читаоничком просторном дијелу библиотеке, смјештена је завичајна збирка која, између осталог, садржи и свеукупну публистичку грађу везану за челиначко подручје. Ова завичајна збирка је утолико и значајна зато што представља скуп до сада познатих дјела како писане, тако и сликовне природе која су обиљежила Челинац и околину на овим просторима. Разноврсна завичајна грађа прикупља се дужи низ година и њен фонд континуирано се увећава. Поред књига и новина завичајног карактера, прикупљају се и завичајне позивнице, плакати, рекламни материјали, каталози, школски листови, фотографије, исјечци из новина, чији се текстови односе на челиначко подручје, стара документа, поштанске марке, стари новци, а врше се и истраживања усмене културно-историјске баштине завичајног карактера. Завичајна грађа презентује се јавности путем изложби различитог карактера, затим чланака у „Челиначким новинама“ и на друге начине, што доприноси и развоју свијести о важности њеног сакупљања, проучавања и чувања.
Збирка садржи око 170 публикација завичајног карактера.
Набавка публикација у библиотеци се обавља путем куповине, размјене, поклона и обавезног примјерка. Данас посудбено одјељење броји 26.000 књига, а Легат академика Рајка Кузмановића око 1000 књига.
Оно што је значајно да се спомене јесте и то да се библиотека бави и издавачком дјелатношћу. До сада је објављено близу 40 књига, од чега више њих капиталне вриједности. Такође библиотека може да се издвоји и по томе што једном мјесечно библиотека издаје локалне новине под називом „Челиначке новине“ у којима се искључиво третира завичајна проблематика и у чијем је домену готово цјелокупна информативна дјелатност на општини.

## Издавачка дјелатност, Завичајна збирка и „Челиначке новине“
У љето 1996. године библиотека је покренула издавачку дјелатност у Челинцу, уз подршку локалне приватне штампарије „Дизајн“. Једне јунске вечери јавности су представљене четири књиге три аутора - Момчила Спасојевића, Миладина Савића Квргиног и Горана Сејмановића, а оне су од првог слова до корица урађене у Челинцу. За овај крај то је био крупан културни подухват јер до тада библиотеке у малим срединама попут Челинца нису ни помишљале да се баве издаваштвом. Од тада до данас челиначка Библиотека приредила је и издала близу четрдесет књига међу којима је више њих изузетне културне, научне и документарне вриједности.
Захваљујући овој активности, Челинац представља једну од малобројних општина у Републици Српској која има овако обрађену писану грађу о себи. Илустарције ради, припремљене су монографије о локалној култури, о школству, о спорту, о духовности. Као аутори појављују се академици, универзитетски професори, новинари, љекари, пјесници, књижевници, свештеници, пилоти, пензионери, али и студенти и ђаци.
Издавачка продукција са освртом на све ауторе, али и књижевне ствараоце, публицисте и научне раднике који су родом Челинчани, обрађена је у публикацији „Завичајна збирка народне библиотеке Иво Андрић“ коју су приређивали Јелена Иванковић, садашњи директор ове установе и Борислав Максимовић, 2016. године
Почетком 2000. године Челинац је добио и своје новине. И то је био револуционаран догађај јер су чак и многи добронамјерни културни ствараоци и друштвени радници сматрали да не постоје никакви предуслови да „Челиначке новине“ трају више од три мјесеца. Оне трају и данас, излазе редовно сваког мјесеца, с тим да је у односу на први број утростручен број страница, достигнут је респектабилан број читалаца, и у завичају и у исељеништву, а цијена је остала иста.
За ових 17 пуних година у „Челиначким новинама“ сакупљена је огромна писана грађа о челиначком крају, праћени су сви важнији друштвени догађаји, објављене бројне занимљивости. На основу текстова објављеним у овим новинама приређено је више књига, које су имале добар пријем код читалачке публике. Ове новине постале су и драгоцијен архивски и документаристички извор. Да би био приступачнији, да би се лакше долазило до грађе, уз додатни труд направљена је библиографија „Челиначких новина“ (припремили Борислав Максимовић и Јелена Иванковић) која се мјесечно ажурира тако да се врло једноставно долази до објављених података. Често се овај лист у интерној комуникацији назива и „локална Википедија“.
Са прикупљањем завичајне грађе у библиотеци започело се и прије него што је то постала законска обавеза библиотека. „Завичајна збирка садржи публикације и изворе који се односе на локалну историју и културу, публикације које се својим саджајем односе на завичај и његове становнике, које су издане и штампане у завичају, као и публикације истакнутих појединаца који су живјели или рођени на његовој територији и публикације о њима. Завичајна збирка је ...незаобилазан извор који омогућава свестрано упознавање завичаја са разних аспеката и омогућава различита истраживања везана за духовну и материјалну културу .“ Највећи дио завичајне грађе налази се у „Челиначким новинама“. Она се презентује корисницима путем изложби и чланака у новинама, а свакодневно је на располагању у читаоници библиотеке. План је да се ове године завичајна збирка обради у COBISS-у, како би била доступна широј јавности.
Са књижевним ствараоцима, не само у Челинцу него и у окружењу, са ствараоцима из других културних дјелатности, са библиотекама, удружењима грађана и установама културе, а посебно са научним радницима, Народна библиотека „Иво Андрић“ изградила је веома успјешну сарадњу од које највећу корист имају корисници библиотеке. Већ годинама многи културни ствараоци, истакнути научни и културни радници и занимљиве личности у Челинац долазе у првом реду да би посјетили библиотеку која је један од најбољих амбасадора челиначког краја. Успут библиотеци поклањају своја дјела, чак и своје приватне библиотеке или се на друге начине ангажују како би обезбиједили више добрих књига и боље услове за рад.
Такође је значајно поменути и то да академик Рајко Кузмановић, иначе Челинчанин, у библиотеци има свој легат будући да јој је даровао више од хиљаду књига. Њему уз раме су Зоран Вучић и Добривоје Антонић, успјешни пословни људи, али и културни ствараоци у Београду и Новом Саду, који су на најљепши начин афирмисали свој завичај, али и многи други.
Да је библиотека значајнај фактор и да ужива све већу посјећеност доказује и то да је 2015. године познати књижевник и издавач Исмет Бекрић поводом једне књижевне вечери у Челинцу посјетио Народну библиотеку „Иво Андрић“ када је том приликом публици рекао да је импресиониран виђеним јер се „не ради о установи која складишти и чува туђе књиге, него има и богато властито културно стваралаштво“.

## „Михољданска повеља“ и Књижевна награда „Славко Јунгић Јесеј“
У току прошле, 2016. године, библиотека је организовала 15 културних догађаја -промоција књига, часописа и изложби. Нарочиту пажњу културне јавности из Челинца и околине изазвива додјела „Михољданска повеља“ и Књижевана награда „Славко Јунгић Јесеј“.
„Михољданску повељу“ установио је Управни одбор Народне библиотеке „Иво Андрић“ 1998. године као највеће признање у области културе на подручју општине Челинац, а додјељује се за изузетан допринос развоју културе у челиначком крају. Додјељује се сваке године о михољском љету, а поводом Дана Народне библиотеке „Иво Андрић“ у октобру. Признање додјељује библиотека, а на приједлог жирија састављеног од истакнутих челиначких културних стваралаца. Да би добио ово признање кандидат треба да има најмање пет година континуираног и запаженог културног стваралаштва које треба да надмаши ангажовање у колективу гдје је запослен.
„Михољданска повеља“ сматра се признањем за цјелокупно културно стваралаштво што значи да се ово признање истом појединцу не може више пута додјељивати. Признање у виду плакете се додјељује на јавној свечаности која се тим поводом организује. Имена добитника уписују се у посебан Регистар који се води у Народној библиотеци „Иво Андрић“ и јавно публикује. Досадашњи добитници су: сликар Богдан Маличевић, књижевник Момчило Спасојевић, ликовни педагог Љубомир Вуликић, графичар Душко Пејаковић, новинар Борислав Максимовић, музички педагог Љубисав Мирковић, професорка српског језика и књижевности Сњежана Тешић, сликар Зоран Сувајац Зограф, књижевник и професор Мирко Вуковић.
Јубиларна, 10. по реду „Михољданска повеља“ додијељена је академику Рајку Кузмановићу, а потом ова признања за допринос развоју културе у челиначком крају додијељена су и академику Драги Бранковићу, редитељу и глумцу Николи Пејаковићу, књижевнику Ранку Павловићу, фотографу и камерману Милораду Мили Родићу, културном ствараоцу и публицисти професору Добривоју Антонићу, власници књижаре „Елена“ из Челинца Свјетлани Цвијановић, књижевници и сликарки Љубици Топић Перкман, универзитетском професору Остоји Ђукићу, а прошле године ово признање додијељено је директору Народног позоришта РС Ненаду Новаковићу.
Године 2017, биће додијељена двадесета повеља, и тим поводом Народна библиотека „Иво Андрић“ припрема зборник (монографију). Сви добитници су упоредо са својим стваралаштвом и професионалним обавезама годинама доприносили и развоју челиначке библиотеке и културе, а након добијања овог признања настојали су да још више афирмишу свој завичај и да му се, на неки начин, одуже.
Прије пет година, библиотека је у сарадњи са СПКД „Просвјета“ и установила књижевну награду за ауторе млађе од 30 година „Славко Јунгић Јесеј“, на спомен трагично преминулог професора књижевности, пјесника и боема Славка Јунгића Јесеја. Од самог почетка, ова манифестација изазива велику пажњу, не само у Челинцу и околини, већ и ван граница земље. Награда се додјељује на Трифундан у коноби „Винарије Јунгић“ која је и покровитељ ове награде. Она је добра прилика да се представе млади ствараоци, да се подстакну да озбиљније раде на свом културном уздизању, али и да се грађанима приближи књижевно стваралаштво и да се подсјете на поезију Славка Јунгића.

## Организација
Основне организационе јединице Библиотеке су:
- Завичајно одјељење
- Одјељење за одрасле
- Читаоница

## Читаоница
Упорност библиотеке да реализује неке своје пројекте најбоље показује примјер читаонице.
У „Челиначким новинама“ број 24. из новембра 2001. године објављена је вијест да је у Народној библиотеци „Иво Андрић“ отворена читаоница са двадесетак мјеста чиме је учињен још један корак ка приближавању ове установе потребама грађана Челинца.
Читаоци у овој читаоници могли су да користе дневну и ревијалну штампу коју је ту годину бесплатно и свакодневно обезбјеђивало и достављало Издавачко-штампарско предузеће „Бина“ из Бање Луке, а радило се о поклону члановима библиотеке од стране директора предузећа Младена Спасојевића .
Будући да је ова читаоница била у канцеларији директора библиотеке Момчила Спасојевића разумљиво је да је била неусловна и било је јасно да се мора тражити боље рјешење.
У броју 156. из октобра 2012. „Челиначке новине“ пишу:
„У Омладинском центру у Челинцу (у Културном центру) у оквиру „Михољданских културних свечаности“, а у присуству више заинтересованих студената и културних посленика 11. октобра 2012. године отворена је Градска читаоница која ће дјеловати у оквиру Удружења грађана „Могу!“, а уз подршку Народне библиотеке „Иво Андрић“ и СПКД „Просвјета“.
Омладински активисти рекли су тим поводом да се за читаоницом у Челинцу појавила велика потреба јер челиначка библиотека због скученог простора у којем дјелује, будући да је и сама подстанар у Средњој школи, нема просторију за ову намјену. Због тога су челиначки студенти до сада испите припремали у читаоници бањалучке библиотеке што значи да им се на овај начин помаже да рационалније користе своје вријеме, али и новац. Разумијевање је показала и челиначка општина која је обезбиједила дио неопходних средстава за отварање Градске читаонице која има 30 мјеста.
Међутим и овај пројекат није био посебно успјешан јер се појавио проблем одржавања и загријавња просторија. Поред тога читаоница је била физички значајно удаљена од библиотеке.
Тек из трећег покушаја Челинац је у правом смислу добио читаоницу. На приједлог Управног одбора Народне библиотеке „Иво Андрић“ Скупштина општине Челинац наложила је Средњој школи да библиотеци уступи једну учионицу која због пада броја ученика није била у функцији.
Као и многе друге институције и библиотека је 2014. године била погођена поплавама које су задесиле овај простор. Међутим, библиотека је, захваљујући сарадњи са књижевницом Љубицом Топић Перкман и новинаром и пјесником Петером Фелкером из Њемачке, након те разорне поплаве 15. и 16. маја добила помоћ од пријатеља у Њемачкој у висини близу 10.000 евра. Управни одбор библиотеке на приједлог директорке Јелене Иванковић одлучио је да та средства уложи у опремање читаонице која је и отворена већ почетком 2015. године.
Читаоницу у којој је обезбијеђен и рачунар са интернет конекцијом свакодневно користи више студената из Челинца и читаоци библиотеке, а у њој се често одржавају и књижевни сусрети.